# 中国人民政治协商会议第八届全国委员会各专门委员会
中国人民政治协商会议第八届全国委员会各专门委员会是中国人民政治协商会议第八届全国委员会设立的专门委员会，组成人员名单由中国人民政治协商会议第八届全国委员会常务委员会会议通过（1995年3月15日第十二次会议起改为仅主任、副主任名单由常务委员会会议通过），任期由1993年3月至1998年3月。
1993年3月28日中国人民政治协商会议第八届全国委员会常务委员会第一次会议通过的《中国人民政治协商会议第八届全国委员会常务委员会关于设置专门委员会的决定》，决定中国人民政治协商会议第八届全国委员会设置14个专门委员会：提案委员会、学习委员会、文史资料委员会、经济委员会、教育文化委员会、科学技术委员会、医药卫生体育委员会、法制委员会、民族委员会、宗教委员会、妇女青年委员会、华侨委员会、祖国统一联谊委员会、外事委员会。该《决定》还“授权主席会议筹组各委员会，提交常务委员会第二次会议审议通过。”
1993年5月21日中国人民政治协商会议第八届全国委员会常务委员会第二次会议通过各专门委员会主任、副主任、委员名单。
1993年10月9日中国人民政治协商会议第八届全国委员会常务委员会第三次会议通过部分专门委员会副主任、委员增补名单。
1994年3月5日中国人民政治协商会议第八届全国委员会常务委员会第五次会议通过部分专门委员会副主任、委员增补名单。
1994年7月1日中国人民政治协商会议第八届全国委员会常务委员会第七次会议同意王兆国副主席辞去兼任的祖国统一联谊委员会主任职务，任命万国权副主席兼任祖国统一联谊委员会主任。
1995年1月14日中国人民政治协商会议第八届全国委员会常务委员会第九次会议任命外事委员会主任。
1995年3月15日中国人民政治协商会议第八届全国委员会常务委员会第十二次会议决定，将原有的14个专门委员会调整为8个，作为政协全体会议闭会期间委员进行经常活动的工作机构。调整后的8个专门委员会是：提案委员会、经济委员会、科教文卫体委员会、妇青和法制委员会、民族和宗教委员会、文史和学习委员会、台港澳侨联络委员会、外事委员会。会议还通过了各专门委员会主任名单。
1995年10月7日中国人民政治协商会议第八届全国委员会常务委员会第十四次会议通过各专门委员会常务副主任、副主任名单。
1996年3月1日中国人民政治协商会议第八届全国委员会常务委员会第十五次会议通过关于妇青和法制委员会更名为社会与法制委员会的决定。任命科教文卫体委员会副主任。
1996年6月14日中国人民政治协商会议第八届全国委员会常务委员会第十七次会议通过民族和宗教委员会、台港澳侨联络委员会副主任增补名单。

## 提案委员会
1993年5月21日通过提案委员会组成人员名单（27名）：
- 主任：周绍铮
- 副主任：张文寿、葛志成、周同善、陈秉权、孙轶青、赵炜（女）、吴修平、李毅
- 委员（按姓氏笔划排列）：王连铮、邓团子（女）、冯锦汶、朱培康、任务之、刘杲、杨琛（女）、吴京、邱国义、沈遐熙（回族）、张鹤镛、陆叙生、罗哲文、徐萌山、浦通修、盛树仁、焦力人、塞风[3]

1995年3月15日任命提案委员会：
- 主任：周绍铮[8]

1995年10月7日任命提案委员会：
- 副主任：孙轶青、李毅、吴修平、张文寿、陈秉权、周同善、赵炜（女）[10]

## 经济委员会
1993年5月21日通过经济委员会组成人员名单（54名）：
- 主任：房维中
- 副主任：王郁昭、赵维臣（满族）、马仪、谢华、经叔平、李刚、阎颖（女）、范康、程连昌、刘鸿儒、范敬宜、潘蓓蕾（女，高山族）
- 委员（按姓氏笔划排列）：马志民、王珏、王传纶、王奎章、王德衍、石希玉、甘培根、田一农、叶汝求、白大华（回族）、白景中、吕学俭、刘珩、刘广运、严忠勤、李裕民、李梅芳（女）、杨启先、闵豫、张万欣、张世尧、张春园、陈昌洁、陈道煦、陈耀邦、罗元铮、罗涵先、周叔莲、郑敦训、高尚全、姜习、唐仲文、唐赓尧、钱椿涛、黄书谋、黄凉尘、韩英、童赠银、谢绍明、潘连生、鞠庆麒[3]

1993年10月9日增补经济委员会：
- 委员：杨永斌、张宝顺、庄逢甘、赵庆夫、刘松金、徐大铨、李天相、马祖彭、周之英、相重扬[4]

1994年3月5日增补经济委员会：
- 委员：徐乾清、刘堪、何升韬、凌毓勋、潘遥[5]

1995年3月15日任命经济委员会：
- 主任：房维中[8]

1995年10月7日任命经济委员会：
- 副主任：王郁昭、马仪、刘鸿儒、李刚、经叔平、范康、范敬宜、赵维臣、阎颖、程连昌、谢华、路明、潘蓓蕾（女，高山族）[10]

## 科教文卫体委员会
1993年5月21日通过教育文化委员会组成人员名单（41名）：
- 主任：钱伟长（兼）
- 副主任：钱李仁、王济夫、张君秋、黄辛白、丁石孙、王枫、陈明绍、陈益群
- 委员（按姓氏笔划排列）：丁聪、王之泰、王明达、王福祥、方明、方福康、史树青、乔羽、刘荣汉、刘德海、关世雄、李準（蒙古族）、李维康（女）、吴祖强、邹时炎、沈鹏、宋堃、张德勤、陈铎、陈仲颐、陈爱莲（女）、金日光（朝鲜族）、徐晓钟、高占祥、高景德、梁从诫、梁黄胄、傅庚辰、傅璇琮、谢雨辰、樊恭烋、霍懋征（女）[3]

1993年10月9日增补教育文化委员会：
- 委员：刘炳森、邵恒秋、王昆（女）、于洋[4]

1994年3月5日增补教育文化委员会：
- 委员：袁熙坤、张光璎（女）[5]

1993年5月21日通过科学技术委员会组成人员名单（41名）：
- 主任：朱光亚
- 副主任：吴武封、鲍奕珊、胡启恒（女）、季国标、唐有祺、马大猷、孙家栋
- 委员（按姓氏笔划排列）：王选、王荣生、王振纲、卢强、叶大年、过益先、成思危、刘恕（女）、刘堪、许中明、阳含熙、李振声、何祚庥、何德全、邹承鲁、闵桂荣、张存浩、张复良、陈明德、陈能宽、陈肇博、周平、赵玉芬（女）、荆其诚、姜燮生、夏国治、倪光南、郭正谊、郭肖容（女）、谈镐生、陶鼎来、黄大能、蔡睿贤[3]

1993年10月9日增补科学技术委员会：
- 委员：王鸿祯、高镇宁、蒋丽金（女）、胡正名、俞泽猷、杨桓、张开逊、徐如镜[4]

1993年5月21日通过医药卫生体育委员会组成人员名单（42名）：
- 主任：钱正英（女，兼）
- 副主任：郭子恒、何振梁、宋鸿钊、林佳楣（女）、王绵之、宋金升、曲绵域
- 委员（按姓氏笔划排列）：于生龙、王孝涛、王国相（女）、田麦久、冯友（女）、朱相远、刘永纲、刘弼臣、孙衍庆、孙柏秋（女）、严庆汉、李连达、李炎唐、李乾构、杨天乐、吴蔚然、张侃、张友会、张均田、张震康、陆广莘、陈新、陈可冀、陈春明（女）、侯健存、施奠邦、胡熙明、顾英奇（满族）、钱贻简、徐益明、郭应禄、黄人健（女）、彭瑞聪、蒋正华[3]

1993年10月9日增补医药卫生体育委员会：
- 委员：王夔、程莘农、路志正、黄健、李桓英（女）、罗爱伦（女）、陈君石、杜如昱[4]

1995年3月15日任命科教文卫体委员会：
- 主任：钱伟长[8]

1995年10月7日任命科教文卫体委员会：
- 副主任：丁石孙、马大猷、王枫、王济夫、王绵之、曲绵域、孙家栋、李振声、吴武封、宋金升、宋鸿钊、何振梁、陈明绍、张君秋、陈益群、林佳楣（女）、季国标、胡启恒（女）、郭子恒、唐有祺、黄辛白、鲍亦珊、肖东升、何鲁丽（女）、林亨元、康泠（女）[10]

1996年3月1日任命科教文卫体委员会：
- 副主任：傅庚辰[11]

## 社会与法制委员会
1993年5月21日通过法制委员会组成人员名单（25名）：
- 主任：华联奎
- 副主任：俞雷、冯梯云、郭德治、林亨元、王文元、王厚德、巫昌祯（女）
- 委员（按姓氏笔划排列）：马英杰、王仲方、云世英（蒙古族）、孙文芳、叶维祯（女）、杨纪琬、吴庆彤、吴建璠、张志公、陈卓、陈达之、陈春龙、林准、周海婴、蒋先进、温崇真（女）、蔡才玑[3]

1993年10月9日增补法制委员会：
- 副主任：吴庆彤[4]

1994年3月5日增补法制委员会：
- 委员：李连秀[5]

1993年5月21日通过妇女青年委员会组成人员名单（25名）：
- 主任：关涛（女）
- 副主任：何鲁丽（女）、袁纯清、王庆淑（女）、肖东升、方掬芬（女）
- 委员（按姓氏笔划排列）：于蓝（女）、叶佩英（女）、白春礼（满族）、刘燕平（女）、李扬、李大维、张光璎（女）、张厚粲（女）、张洁珣（女）、张素我（女）、林娜（女）、罗天婵（女）、郑法雷、俞贵麟、倪以信（女）、徐祝庆、郭国庆、章明（女）、雷蕾（女，满族）[3]

1993年10月9日增补妇女青年委员会：
- 副主任：巴音朝鲁（蒙古族）[4]

1994年3月5日增补妇女青年委员会：
- 副主任：康泠[5]

免去妇女青年委员会：
- 委员：张光璎（女）[5]

1995年3月15日任命妇青和法制委员会：
- 主任：钱正英[8]

1995年10月7日任命妇青和法制委员会：
- 副主任：王厚德、关涛（女）、袁纯清、俞雷、吴庆彤、王文元、王庆淑（女）、王仲方、方掬芬（女）、巴音朝鲁（蒙古族）、冯梯云、华联奎、巫昌祯（女）[10]

## 民族和宗教委员会
1993年5月21日通过民族委员会组成人员名单（30名）：
- 主任：金鉴（满族）
- 副主任：卓加（藏族）、陈欣（女，汉族）、冯元蔚（彝族）、巴图巴根（蒙古族）、司马义·买合苏提（维吾尔族）
- 委员（按姓氏笔划排列）：马烈孙（回族）、王奇（满族）、王思明（布依族）、韦大卫（壮族）、召存信（傣族）、毕大川（赫哲族）、孙敏初（哈尼族）、严克强（壮族）、应伊利（女，蒙古族）、沙之沅（回族）、宋克湘（土家族）、张纪域（白族）、拉敏·索朗伦珠（藏族）、金宗哲（朝鲜族）、项朝宗（苗族）、钟毓斌（女，满族）、洛桑灵智多杰（藏族）、盘俊（瑶族）、韩应选（撒拉族）、蓝天（畲族）、谭承项（毛南族）、熊正美（土家族）、潘李珍（女，仫佬族）、霍达（女，回族）[3]

1993年10月9日增补民族委员会：
- 副主任：严克强（壮族）
- 委员：王家贤（黎族）、白有光（回族）[4]

1993年5月21日通过宗教委员会组成人员名单（28名）：
- 主任：赵朴初（兼）
- 副主任：丁光训（兼）、张声作、宗怀德、傅元天、安士伟（回族）、明旸、韩文藻
- 委员（按姓氏笔划排列）：马贤（回族）、王神荫、仁德、艾买提·瓦吉地（维吾尔族）、朱世昌、任法融、刘柏年、江平、贡唐仓·丹贝旺旭（藏族）、却西（藏族）、沈以藩、沈德溶、张继禹、阿不都拉·大毛拉·阿吉（维吾尔族）、罗冠宗、金鲁贤、周绍良、洛桑赤耐（藏族）、真禅、嘉木样·洛桑久美·图丹却吉尼玛（藏族）[3]

1993年10月9日增补宗教委员会：
- 委员：黎遇航[4]

1995年3月15日任命民族和宗教委员会：
- 主任：赵朴初[8]

1995年10月7日任命民族和宗教委员会：
- 副主任：丁光训、金鉴（满族）、安士伟（回族）、卓加（藏族）、陈欣（女）、冯元蔚（彝族）、司马仪·买合苏提（维吾尔族）、巴图巴根（蒙古族）、严克强（壮族）、张声作、宗怀德、明旸、傅元天、韩文藻[10]

1996年6月14日增补民族和宗教委员会：
- 副主任：刘树生（回族）、嘉木样·洛桑久美·图丹却吉尼玛（藏族）[10]

## 文史和学习委员会
1993年5月21日通过学习委员会组成人员名单（25名）：
- 主任：徐惟诚
- 副主任：苏星、龚育之、沈求我、朱元成、金开诚、徐崇华
- 委员（按姓氏笔划排列）：王庆成、王启宏、王林生、李峰、李琮、李汉秋、吴荣、吴敬琏、何建章、汪东林、陆榕树（壮族）、赵曜、黄景钧、董绍华、蒋文良、蔡义江、蔡铭熹、熊大方[3]

1993年5月21日通过文史资料委员会组成人员名单（17名）：
- 主任：杨拯民
- 副主任：金冲及、叶至善、黄森、张楚琨、李默庵、李侃
- 委员（按姓氏笔划排列）：叶宝珊、李希泌、沈醉、张永祥（苗族）、张西洛、张克明、胡继、高柏岳、蔡端、潘静安[3]

1993年10月9日增补文史资料委员会：
- 委员：高兴民、张廉云（女）、李生玉、汪敬虞、张惠卿、张常海、王明哲、余绳武、宣平（女）[4]

1994年3月5日增补文史资料委员会：
- 副主任：李东海[5]

1995年3月15日任命文史和学习委员会：
- 主任：杨拯民[8]

1995年10月7日任命文史和学习委员会：
- 副主任：徐惟诚、黄森、苏星、金冲及、叶至善、张楚琨、李默庵、李侃、卢之超、高兴民、李东海、龚育之、沈求我、朱元成、金开诚、徐崇华（女）、陆榕树[10]

## 台港澳侨联络委员会
1993年5月21日通过华侨委员会组成人员名单（24名）：
- 主任：董寅初（兼）
- 副主任：马庆雄、肖岗、罗豪才、李克、陈白皋
- 委员（按姓氏笔划排列）：马俊如、冯锡良、司徒擎、孙瑛、吕瑞明、余兴远、李顺然、杨国庆、吴豪德、张椿年、陈木森、周远楣（女）、徐发淦、浦寿海、黄锡坚、章荣烈、靳晋、鲜恒[3]

1993年5月21日通过祖国统一联谊委员会组成人员名单（34名）：
- 主任：王兆国（兼）
- 副主任：李梦华、杨斯德、唐树备、万国权、朱作霖、贾亦斌、张洽、郭平坦、潘渊静
- 委员（按姓氏笔划排列）：王大明、王锡爵、白雪石、白淑湘（女）、邬沧萍、刘小萍、李伯康、杨仲子、吴克泰、吴英辅、吴冠中、何方、张春男、陈难先、陈滋英、林盛中、郑鸿业、赵海宽、胡逸州、相重扬、姜殿铭、顾方舟、黄植诚（壮族）、阎立中[3]

1993年10月9日增补祖国统一联谊委员会：
- 委员：冯理达（女）、廖静文（女）、戴园晨[4]

1994年7月1日同意辞去祖国统一联谊委员会主任职务：
- 主任：王兆国（兼）[6]

任命祖国统一联谊委员会：
- 主任：万国权（兼）[6]

1995年3月15日任命台港澳侨联络委员会：
- 主任：董寅初[8]

1995年10月7日任命台港澳侨联络委员会：
- 副主任：万国权、李梦华、杨斯德、唐树备、朱作霖、贾亦斌、张洽、郭平坦、潘渊静、马庆雄、肖岗、罗豪才、李克、陈白皋、郑鸿业[10]

1996年6月14日增补台港澳侨联络委员会：
- 副主任：？

## 外事委员会
1993年5月21日通过外事委员会组成人员名单（32名）：
- 主任：韩叙（1994年7月19日逝世）
- 副主任：李鹿野、凌青、蒋光化、温业湛、赵伟之、卢之超、钱嘉东、李赣骝、于洪亮、宋文中
- 委员（按姓氏笔划排列）：于熙钟、王坚、王光美（女）、王效贤（女）、史久镛、刘山、李则望、李源潮、张芝联、范国祥、郁文（女）、胡有萼、钱青（女）、徐葵、浦山、黄甘英（女）、梅向明、梅绍武、曹克强、黎虹、魏玉明[3]

1993年10月9日增补外事委员会：
- 委员：邢永宁[4]

1994年3月5日增补外事委员会：
- 副主任：唐龙彬
- 委员：王言昌[5]

1995年1月14日任命外事委员会：
- 主任：钱李仁[7]

1995年3月15日任命外事委员会：
- 主任：钱李仁[8]

1995年10月7日任命外事委员会：
- 副主任：李鹿野、凌青、蒋光化、温业湛、赵伟之、钱嘉东、李赣骝、于洪亮、宋文中、唐龙彬[10]